# Miguel Abuelo & Nada
Miguel Abuelo & Nada (también conocida como Miguel Abuelo et Nada, Hijos de Nada o Nada) fue una banda de rock formada en Francia integrada por músicos argentinos que se encontraban exiliados en el país galo. 
La banda tenía como líder a uno de los pioneros del rock argentino: el cantante Miguel Abuelo, y también tenía al empresario judeofrancés Moshe Naïm como productor y mentor.
Miguel Abuelo et Nada se formó en 1973 y duró menos de un año. Sin embargo, fue el tiempo suficiente para que grabaran un álbum (Miguel Abuelo & Nada), el cual tendría gran valor histórico, ya que fue una de las primeras incursiones de músicos latinoamericanos en el heavy metal. 
El álbum se lanzó póstumamente, 2 años después del fin de la banda, y sólo para el mercado francés: el disco fue desconocido en Argentina por décadas, donde recién sería editado en formato CD 1999. 

## Historia

### Viaje de Abuelo a Europa
Tras la frustrante primera etapa de Los Abuelos de la Nada a fines de los años '60, Miguel Abuelo formó en 1970 la agrupación El Huevo, que fue efímera. Miguel viajó a Francia ese mismo año para alejarse del clima político-social denso que vivía Argentina por entonces. En Europa no llegó a radicarse en ningún lugar específico, y durante los primeros años conoció a Krisha Bogdan en Ibiza, quien se convirtió en su esposa y con quien tuvo su único hijo, Gato Azul Peralta, en Londres en 1972.

### Miguel Abuelo & Nada
Sin sentar cabeza y ganándose la vida como buscavidas, en 1973 Miguel Abuelo se instaló en Francia. 
Así contactó por medio de amistades a Moshe Naïm, productor, coleccionista de arte y mecenas rico de la escena pop francesa, al chelista chileno (devenido bajista) Carlos Beyris y, mediante éste, al guitarrista argentino Daniel Sbarra. 
Moshe Naïm había quedado deslumbrado con Miguel Abuelo y le propuso producir su carrera musical. 
Para acompañarlo, se formó una banda compuesta por músicos argentinos y chilenos exiliados en Francia, la cual fue dada en llamar Miguel Abuelo & Nada.
La banda realizó presentaciones en Francia y se puso a grabar un disco de hard rock, heavy metal y folk rock.

### Disolución
Tras la grabación, el proyecto decayó por diferencias entre Miguel Abuelo y Daniel Sbarra, y el grupo se separó cuando todavía no había pasado un año de su creación.
Tras esto, Miguel se instaló en Ibiza, donde se encontraría con muchos músicos argentinos de quienes se hace amigo, especialmente Miguel Cantilo, Kubero Díaz y un joven Cachorro López, que sería esencial para sus proyectos futuros.

## Discografía
- Miguel Abuelo & Nada (1975)

### Reediciones
Al ganar estatus de 'álbum de culto' este disco fue reeditado muchas veces en formato físico, tanto en Europa como en Sudamérica, además de las versiones legales de descarga digital.
En 1994 fue lanzado en Bélgica en LP de vinilo, producido por el sello Fanny, aunque esta fue una edición pirata.
En 1999 finalmente ve la luz en Argentina, en CD, a través de Condor's Cave, mientras que en la propia Francia fue relanzado por el mismo Moshe Naïm, tanto en LP de vinilo como en CD.
En 2017 aparece en Brasil vía Retro Remasters Plus, mientras que en 2019 se reedita en Argentina bajo el sello RGS, ambos en CD.
En 2019 el sello español Guerssen relanza el disco en LP de vinilo remasterizado.